# لمبران (ورزقان)
لنبران به زبان محلی لمبران یا با نام اولیه و باستانی اش لومبارو که نامش طی چند قرن اخیر به لنبران تغییر کرده است، یکی از روستاهای تاریخی آذربایجان شرقی و نهایتاً ایران می‌باشد که در بخش مرکزی شهرستان ورزقان در دهستان سینا واقع شده‌است. جمعیت این روستا طی سرشماری های رسمی و کشوری حدود ۸۵۸ نفر در قالب ۲۸۹ خانوار برآورد شده است. منشأ رودخانه اهر چای که به دریاچه سد ستارخان می‌ریزد تقریباً از این روستا می‌باشد، همچنین گویش مردم این روستا ترکی آذربایجانی می‌باشد. قدمت این روستا به دوره مانناییان بر می‌گردد.